# White Lion
White Lion – amerykański zespół glammetalowy, funkcjonujący w latach 1983–1992 oraz 1999–2009. Największym przebojem grupy jest piosenka „When the Children Cry”.

## Historia
Zespół został założony w 1983 roku przez Duńczyka Mike'a Trampa oraz Vito Brattę. Po wielu zmianach basistów i perkusistów, w 1984 roku grupa podpisała kontrakt z Elektra Records. Po nagraniu albumu Fight to Survive Elektra okazała niezadowolenie i zerwała umowę z zespołem. W tej sytuacji prawa do wydania albumu przejęła niezależna wytwórnia Grand Slamm, która wydała Fight to Survive w 1985 roku. Album początkowo ukazał się tylko w Japonii, a w połowie roku także w Stanach Zjednoczonych. Nie odniósł jednak sukcesu komercyjnego.
Jeszcze w 1985 roku nowym basistą został James LoMenzo, a perkusistą – Greg D'Angelo. Następnie zespół podpisał kontrakt z Atlantic Records, co zaowocowało wydaniem w 1987 roku albumu Pride. Piosenka „Wait” była często odtwarzana w MTV, ponadto zespół koncertował w tym okresie razem z AC/DC, Aerosmith i Ozzym Osbournem. Rok po wydaniu albumu piosenka „When the Children Cry” zajęła trzecie miejsce na liście Hot 100, w efekcie zapewniając albumowi sprzedaż w liczbie ponad dwóch milionów egzemplarzy. Bratta ponadto został wybrany najlepszym nowym gitarzystą w plebiscycie „Guitar World”.
W związku z odniesionym sukcesem zespół bezpośrednio po zakończonej trasie koncertowej nagrał w studio nowy album, Big Game. W porównaniu do Pride był to album bardziej zróżnicowany, ale nadal pozostający w specyfice glammetalowej. Mimo faktu, iż dwie piosenki z albumu („Little Fighter” i „Radar Love”) były często odtwarzane, album otrzymał w Stanach Zjednoczonych status jedynie złotej płyty.
Na albumie Mane Attraction z 1991 roku grupa zaostrzyła brzmienie, a album charakteryzował się różnorodnością. Wydawnictwo otrzymało pozytywne opinie krytyków muzycznych. Mimo tego, z uwagi na rosnącą popularność muzyki grunge, sprzedał się jeszcze gorzej niż poprzednik. Wkrótce po jego wydaniu zespół opuścili LoMenzo i D'Angelo, nie mogąc się porozumieć z Trampem w kwestii tantiem. Nowymi członkami zespołu w ich miejsce zostali Tommy Caradonna i Jimmy DeGrasso, którzy uczestniczyli w trasie koncertowej promującej Mane Attraction. Przed ostatnim koncertem trasy, w Bostonie, Tramp postanowił rozwiązać zespół.
Po rozpadzie grupy Lomenzo i D'Angelo grali razem w zespole Pride & Glory, a Tramp rozpoczął karierę solową. W 1999 roku Tramp reaktywował White Lion, jednak w znacząco zmienionym składzie, będąc jedynym członkiem oryginalnego składu. Ten zespół nagrał album Remembering White Lion, w którym na nowo nagrano stare piosenki zespołu. W 2004 roku z przyczyn prawnych zespół przyjął nazwę Tramp's White Lion. W 2008 roku został wydany album Return of Pride. Nazwą grupy było wówczas ponownie White Lion.

## Skład zespołu

### Ostatni
- Mike Tramp – wokal, gitara (1983–1992,1999–2009)
- Jamie Law – gitara (2004–2009)
- Troy Patrick Farrell – perkusja (2004–2009)
- Claus Langeskov – gitara basowa (2004–2009)
- Henning Wanner – instrumenty klawiszowe (2004–2009)

### Wcześniejsi członkowie
- Vito Bratta – gitara (1983–1992)
- Joe Hasselvander – perkusja (1983)
- Nicki Capozzi – perkusja (1983–1984)
- Felix Robinson – gitara basowa (1983–1984)
- Bruno Ravel – gitara basowa (1984)
- Dave Spitz – gitara basowa (1985)
- James LoMenzo – gitara basowa (1985–1991)
- Greg D'Angelo – perkusja (1985–1991)
- Jimmy DeGrasso – perkusja (1991–1992)
- Tommy Caradonna – gitara basowa (1991–1992)
- Kasper Damgaard – gitara (1999–2003)
- Nils Kroyer – gitara basowa (1999–2003)
- Bjarne T. Holm – perkusja (1999–2003)
- Dan Hemmer – instrumenty klawiszowe (1999–2003)

## Dyskografia

### Albumy studyjne
- Fight to Survive (1985)
- Pride (1987)
- Big Game (1989)
- Mane Attraction (1991)
- Remembering White Lion (1999)
- Return of the Pride (2008)

### Albumy koncertowe
- Rocking the USA (2005)
- Live Extended Versions (2007)
- White Lion Live (2009)

### Kompilacje
- The Best of White Lion (1992)
- White Lion Hits (2000)
- The Essential White Lion (2002)
- The Atlantic Albums (2002, box set)
- The Bootleg Series (2004, box set)
- Anthology 83-89 (2006)
- The Definitive Rock Collection (2007)
- All You Need Is Rock 'N' Roll: The Complete Albums 1985-1991 (2020, box set)